# Ruth Mack Brunswick
Ruth Jane Mack Brunswick (17 de febrero de 1897 - 24 de enero de 1946), nacida como Ruth Jane Mack, fue una psiquiatra estadounidense. Mack fue inicialmente una estudiante y luego una estrecha confidente y colaboradora de Sigmund Freud y fue responsable de gran parte de la elaboración de la teoría freudiana.